# Koninklijke Belgische Badminton Federatie
De Koninklijke Belgische Badminton Federatie (KBBF) (in het Frans: Fédération Royale Belge de Badminton) is de nationale badmintonbond van België.

## Geschiedenis
De KBBF werd opgericht in 1949. De Belgische federatie was een van de stichtende leden van de European Badminton Union (EBU) in 1967.

## Structuur
De KBBF bestaat uit twee bonden, namelijk de Ligue Francophone Belge de Badminton (LFBB) in de Franse Gemeenschap en Badminton Vlaanderen (BV) in de Vlaamse Gemeenschap. De voorzitters van deze bonden fungeren tevens als ondervoorzitter. De voorzitter wordt telkens verkozen voor één periode van vier jaar die telkens start het jaar na de Olympische Spelen. Sinds het vertrek van Sven Serré naar Badminton Europe in 2023 wordt het voorzitterschap waargenomen door de voorzitters van de deelbonden Bert Vanhorenbeeck en Arnaud Delsaut. 
De hoofdzetel van de federatie is gelegen te Braine-l'Alleud.

### Bestuur
| Periode      | Voorzitter                        |
| ------------ | --------------------------------- |
| ? - ?        | R. Mollet                         |
| 2006 - 2010  | Gregory Verpoorten                |
| 2010 - 2016  | Edgard Verpoorten                 |
| 2016 - 2023  | Sven Serré                        |
| 2023 - heden | Bert Vanhorenbeeck Arnaud Delsaut |

### Aangesloten leden en clubs
Anno 2023 telde de bond 33.654 leden, verdeeld over 382 badmintonclubs.

## Toernooien
De KBBF is verantwoordelijk voor de organisatie van verschillende toernooien in Vlaanderen en Wallonië. Ook zijn ze medeverantwoordelijk voor de organisatie van een internationaal toernooi in België. De toernooien die door de bond georganiseerd worden zijn:
- Yonex Belgian International
- Yonex Belgian Junior International
- Belgische nationale badminton interclubcompetitie
- Belgian Championships
- Belgian Junior Championships Badminton
- Belgian Senior Championships
- Belgian Championships G-Badminton
- Belgian Championships Para Badminton
- Victor League